# Collyriclidae
Famille
Les Collyriclidae forment une famille de trématodes de l'ordre des Plagiorchiida.

## Liste des genres
Cette famille ne compte que trois espèces, réparties en deux genres :
- Collyricloides Vaucher, 1969
  - Collyricloides massanae Vaucher, 1969
- Collyriclum Kossack, 1911
  - Collyriclum colei Ward, 1917
  - Collyriclum faba (Bremser in Schmalz, 1831)